# إيبا بوش ثور
إيبا-إليزابيث بوش-كريستنسن وتُعرف حاليا باسم إيبا بوش ثور من مواليد 11 شباط/فبراير 1987، هي سياسية سويدية تنتمي للحزب الديمقراطي المسيحي حيث شغلت منصب زعيمته منذ نيسان/أبريل 2015. ترشّحت إيبا في الانتخابات العامة السويدية 2018 لمحاولة الحصول على مقعدٍ في البرلمان كنائبة عن محافظة اوبسالا.

## النشأة والتعليم
ولدت إيبا لأم سويدية وأب نرويجي. نشأت في منطقة قريبة من مدينة أوبسالا. دريت في مدرسة ابتدائية مسيحية ثم نالت شهادة البكالوريا الدولية في أوبسالا حيث تخصّصت قي دراسات السلام والصراع في جامعة أوبسالا.

## الحياة السياسية
بدأت بوش ثور حياتها السياسية وهي شابة حيثُ عملت في البداية كسكرتيرة للحزب الديمقراطي المسيحي ثم عملت في وقتٍ لاحق في منصب مستشارة غوستاف فون إيسن في بلدية أوبسالا. بحلول عام 2009؛ تولت إيبا مسؤولية الميزانية للحزب الديمقراطي وذلكَ عندما ذهبت إيسن في إجازة مرضية. أصبحت مستشارة للبلدية وهي في سنّ الثانية والعشرين. فازت بوش في الانتخابات البلدية في أوبسالا في عام 2010 بمنصب نائب رئيس الحزب الديمقراطي المسيحي وذلكَ حتّى 5 حزيران/يونيو 2011. زادت شهرة بوش خلال هذه الفترة خاصّة بعدما انتقدت علنًا رئيس حزب غوران هاغلوند ووصفته بالقائد الضعيف بسبب فشله في الانتخابات العامة لعام 2006. قبل انتخابات كانون الثاني/يناير 2012 داخل الحزب؛ ذكرت بوش أنها تؤيد خصمَ هاغلوند السيّد أوديل. ترشحت لمنصب نائبة رئيس الحزب في الانتخابات نفسها لكنها خسرت لصالح ماريا لارسون. أثارت بوش الكثيرَ من الجدل لدرجة أن بعض قادة الحزب قد هددوا بالاستقالة وذلك بسبب سياسات إيبا التي جعلت الحزب يميني بدل كونه ديمقراطي مسيحي.

## الحياة الشخصية
بحلول عام 2013 تزوّجت بوش من لاعب كرة القدم نيكلاس ثور. حصل الثنائي في في مايو 2015 على أول ابنٍ لهما، حيث اختارا له اسمَ بيرغر؛ فيما رُزقَ بابنة ثانية سُمّيت إليسا وذلكَ في فبراير من عام 2017.